# 森下隆
森下 隆（もりした たかし、1950年 - ）は、研究者。慶應義塾大学アート・センター所員。

## 来歴
1950年福井県小浜市生まれ。早稲田大学文学研究科前期課程修了。1972年からアスベスト館での舞台制作に関わり、土方巽の死後、土方巽記念資料館の設立と運営に携わる。慶應義塾大学アート・センター所員。土方巽アーカイヴを担当。
2020年に「土方巽・中西夏之メモリアル猿橋倉庫」設立と運営に携わる。

### 著書
『土方巽 舞踏譜の舞踏—記号の創造、方法の発見』（慶應義塾大学アート・センター、2010年）

『土方巽の舞踏―肉体のシュルレアリスム 身体のオントロジー』編著　（慶應義塾大学出版会、2003年）

『不世出の舞踏家 土方巽』を秋田魁新報に連載（2011年1月～2017年１月、毎土曜日）